# Serie A 2003/04

Die Mannschaften der Serie A der Saison 2003/04

Die Serie A 2003/04 war die 72. Spielzeit in der höchsten italienischen Fußball-Spielklasse der Herren. Sie startete am 30. August 2003 mit der Partie Reggina Calcio gegen den Aufsteiger Sampdoria Genua. Die Saison endete wegen der Fußball-Europameisterschaft 2004 in Portugal bereits am 16. Mai 2004. Den Scudetto, den italienischen Meistertitel, gewann die AC Mailand. Absteigen mussten der FC Modena, der FC Empoli und Ancona Calcio. Die AC Perugia, der in der dritten Runde des UEFA-Pokals an der PSV Eindhoven scheiterte, musste in das Relegationsspiel gegen den AC Florenz. Perugia unterlag gegen die Fiorentina und folgte den bereits feststehenden Absteigern in die Serie B. Torschützenkönig wurde mit 24 erzielten Saisontreffern Andrij Schewtschenko vom AC Mailand, gefolgt von Alberto Gilardino vom AC Parma.

## Ligareformierung
Zur Saison 2004/05 sollte die Serie A mit 20 Vereinen an den Start gehen.

### Saisonverlauf
Erster Tabellenführer der neuen Spielzeit war Juventus Turin nach einem 5:1-Auftaktsieg über den FC Empoli. Die AS Rom unter Trainer Fabio Capello setzte sich frühzeitig an die Tabellenspitze. Bis kurz nach der Winterpause war es ein Dreikampf um den Scudetto, ehe sich Juventus Turin mit einer 0:4-Niederlage am 20. Spieltag beim direkten Konkurrenten AS Rom endgültig vom Meisterschaftskampf verabschieden musste. Doch auch die AS Rom konnte den späteren Titelträger AC Mailand nicht gefährden, zu groß war Abstand, der zwischenzeitlich neun Punkte betrug. Am 32. Spieltag machten die Mailänder mit einem 1:0-Sieg im direkten Duell gegen den späteren Vizemeister AS Rom, ihren 17. Meistertitel perfekt. Am Ende trennten beide Vereine mehr als elf Punkte Abstand. Bereits am fünften Spieltag kam es nach dem Mailänder Stadtderby zur ersten Trainerentlassung. Der AC Mailand siegte mit 3:1 und sorgte damit für die Entlassung von Inter Mailands Coach Héctor Cúper. Sein Nachfolger wurde Alberto Zaccheroni, der mit Inter Mailand nach gutem Saisonstart im Laufe der Saison den Anschluss an die Tabellenspitze verpasste und immer mehr ins Mittelfeld abzurutschen drohte. Am vorletzten Spieltag kam es zum Direktduell zwischen Inter Mailand und dem AC Parma um einen Qualifikationsplatz zur UEFA Champions League. Inter siegte mit 1:0 und schob sich auf Rang vier, den man durch einen 3:2-Auswärtssieg in Empoli am letzten Spieltag verteidigte. Für Trainer Alberto Zaccheroni hatte dies jedoch keine Auswirkungen auf eine mögliche Zukunft beim Mailänder Traditionsverein. Vereinschef Massimo Moratti beendete das Arbeitsverhältnis mit dem Meistertrainer von 1999 vorzeitig und verpflichtete zur neuen Saison Roberto Mancini als neuen Trainer.
Italiens Vertreter im UEFA Cup waren die AC Parma, Lazio Rom und Udinese Calcio. Von den Aufsteigern legte Sampdoria Genua die beste Platzierung hin, die US Lecce blieb ebenfalls erstklassig, trotz eines Fehlstarts von sechs Niederlagen aus sieben Spielen. Der dritte Aufsteiger AC Siena sicherte sich ebenfalls vorzeitig, am 33. Spieltag durch einen 3:1-Erfolg im Abstiegsduell beim FC Modena, den Klassenerhalt, während der unterlegene Konkurrent den Gang in die Zweitklassigkeit antreten musste. Dort fand sich am Ende der Saison auch die AC Perugia wieder. Perugia, das gerade in der dritten Runde des UEFA Cups gegen den PSV Eindhoven ausgeschieden war, musste bis zum 22. Spieltag auf einen Sieg warten. Noch länger auf einen Sieg wartete der Aufsteiger Ancona Calcio. Erst am 29. Spieltag besiegte man den FC Bologna und sicherte sich den ersten „Dreier“. Ancona verbrachte die komplette Saison auf einem Abstiegsplatz und hatte 29 Mal die „Rote Laterne“ inne. Zudem stieg man mit lediglich zwei Siegen und 13 Punkten als einer der schlechtesten Vereine in der Geschichte der Serie A ab.

### Vorfälle

#### Insolvenz eines Traditionsvereins
Die AC Parma musste noch während der Spielzeit, aufgrund eines Schuldenberges von 309,5 Mio. € und dem Bankrott des Lebensmittelkonzerns Parmalat, der die Mehrheit am Verein erhielt, Insolvenz anmelden.

#### Krawalle im Römer Stadtderby
Das Römer Stadtderby wurde wegen heftigen Unruhen von beiden Fanlagern am 21. März 2004 abgebrochen und am 14. April neu angesetzt. Bei den Ausschreitungen wurden mehr als 176 Fans und 153 Polizisten verletzt.

### Abschneiden im Europapokal
Anders als in der Vorsaison, als die Serie A von den vier Halbfinalisten drei Teams stellte, verlief das Abschneiden der italienischen Vertreter durchwachsen. Kein italienischer Verein erreichte das Halbfinale. Lazio Rom verabschiedete sich als Gruppenletzter frühzeitig in der Vorrunde der UEFA Champions League, Inter Mailand durfte nach dem Ausscheiden im UEFA Cup weiterspielen. Dort kam gegen Olympique Marseille (0:1, 0:1) im Viertelfinale das Aus. Udinese Calcio verabschiedete sich in Runde eins, der AC Parma strich die Segel in Runde drei, als bei Gençlerbirliği Ankara nach einem 1:0-Hinspielsieg das Ausscheiden mit einer 0:3-Niederlage besiegelt wurde. In der Champions League setzte es im Viertelfinale für den italienischen Titelverteidiger AC Mailand trotz eines 4:1-Sieges im Hinspiel noch eine 0:4-Niederlage bei Deportivo La Coruña. Die Spanier hatten eine Runde zuvor bereits Juventus Turin aus dem Turnier geworfen.

## Abschlusstabelle
| Pl. | Verein              | Sp. | S  | U  | N  | Tore    | Diff. | Punkte |
| --- | ------------------- | --- | -- | -- | -- | ------- | ----- | ------ |
| 1.  | AC Mailand (P)      | 34  | 25 | 7  | 2  | 065:240 | +41   | 82     |
| 2.  | AS Rom              | 34  | 21 | 8  | 5  | 068:190 | +49   | 71     |
| 3.  | Juventus Turin (M)  | 34  | 21 | 6  | 7  | 067:420 | +25   | 69     |
| 4.  | Inter Mailand       | 34  | 17 | 8  | 9  | 059:370 | +22   | 59     |
| 5.  | AC Parma            | 34  | 16 | 10 | 8  | 057:460 | +11   | 58     |
| 6.  | Lazio Rom           | 34  | 16 | 8  | 10 | 052:380 | +14   | 56     |
| 7.  | Udinese Calcio      | 34  | 13 | 11 | 10 | 044:400 | +4    | 50     |
| 8.  | Sampdoria Genua (N) | 34  | 11 | 13 | 10 | 040:420 | −2    | 46     |
| 9.  | Chievo Verona       | 34  | 11 | 11 | 12 | 036:370 | −1    | 44     |
| 10. | US Lecce (N)        | 34  | 11 | 8  | 15 | 043:560 | −13   | 41     |
| 11. | Brescia Calcio      | 34  | 9  | 13 | 12 | 052:570 | −5    | 40     |
| 12. | FC Bologna          | 34  | 10 | 9  | 15 | 045:530 | −8    | 39     |
| 13. | AC Siena (N)        | 34  | 8  | 10 | 16 | 041:540 | −13   | 34     |
| 14. | Reggina Calcio      | 34  | 6  | 16 | 12 | 029:450 | −16   | 34     |
| 15. | AC Perugia          | 34  | 6  | 14 | 14 | 044:560 | −12   | 32     |
| 16. | FC Modena           | 34  | 6  | 12 | 16 | 027:460 | −19   | 30     |
| 17. | FC Empoli           | 34  | 7  | 9  | 18 | 026:540 | −28   | 30     |
| 18. | Ancona Calcio (N)   | 34  | 2  | 7  | 25 | 021:700 | −49   | 13     |

Platzierungskriterien: 1. Punkte – 2. Direkter Vergleich (Punkte, Tordifferenz, geschossene Tore) – 3. Tordifferenz – 4. geschossene Tore

| (M) | Italienischer Meister 2002/03         |
| (P) | Pokalsieger 2002/03                   |
| (N) | Neuaufsteiger aus der Serie B 2002/03 |

## Kreuztabelle
Die Kreuztabelle stellt die Ergebnisse aller Spiele dieser Saison dar. Die Heimmannschaft ist in der linken Spalte, die Gastmannschaft in der oberen Zeile aufgelistet.
| 2003/04         | Juventus Turin | Inter Mailand | AC Mailand | Lazio Rom | AC Parma | Udinese Calcio | Chievo Verona | AS Rom | Brescia Calcio | AC Perugia | FC Bologna | FC Modena | FC Empoli | Reggina Calcio | AC Siena |     | US Lecce | AC Ancona |
| --------------- | -------------- | ------------- | ---------- | --------- | -------- | -------------- | ------------- | ------ | -------------- | ---------- | ---------- | --------- | --------- | -------------- | -------- | --- | -------- | --------- |
| Juventus Turin  |                | 1:3           | 1:3        | 1:0       | 4:0      | 4:1            | 1:0           | 2:2    | 2:0            | 1:0        | 2:1        | 3:1       | 5:1       | 1:0            | 4:2      | 2:0 | 3:4      | 3:0       |
| Inter Mailand   | 3:2            |               | 1:3        | 0:0       | 1:0      | 1:2            | 0:0           | 0:0    | 1:3            | 2:1        | 4:2        | 2:0       | 0:1       | 6:0            | 4:0      | 0:0 | 3:1      | 3:0       |
| AC Mailand      | 1:1            | 3:2           |            | 1:0       | 3:1      | 1:2            | 2:2           | 1:0    | 4:2            | 2:1        | 2:1        | 2:0       | 1:0       | 3:1            | 2:1      | 3:1 | 3:0      | 5:0       |
| Lazio Rom       | 2:0            | 2:1           | 0:1        |           | 2:3      | 2:2            | 1:0           | 1:1    | 0:1            | 3:1        | 2:1        | 2:1       | 3:0       | 1:1            | 5:2      | 1:1 | 4:1      | 4:2       |
| AC Parma        | 2:2            | 1:0           | 0:0        | 0:3       |          | 4:3            | 3:1           | 1:4    | 2:2            | 3:0        | 0:0        | 3:0       | 4:0       | 1:2            | 1:1      | 1:0 | 3:1      | 3:1       |
| Udinese Calcio  | 0:0            | 0:0           | 0:0        | 1:2       | 1:1      |                | 1:1           | 1:2    | 4:3            | 1:1        | 1:3        | 1:0       | 2:0       | 1:0            | 1:1      | 0:1 | 1:0      | 3:0       |
| Chievo Verona   | 1:2            | 0:2           | 0:2        | 0:0       | 0:2      | 0:0            |               | 0:3    | 3:1            | 4:1        | 2:1        | 2:0       | 0:0       | 0:0            | 1:1      | 1:1 | 2:3      | 1:0       |
| AS Rom          | 4:0            | 4:1           | 1:2        | 2:0       | 2:0      | 1:1            | 3:1           |        | 5:0            | 1:3        | 1:2        | 1:0       | 3:0       | 2:0            | 6:0      | 3:1 | 3:1      | 3:0       |
| Brescia Calcio  | 2:3            | 2:2           | 0:1        | 2:1       | 2:3      | 1:2            | 1:1           | 1:0    |                | 1:1        | 0:0        | 0:0       | 2:0       | 4:4            | 4:2      | 1:1 | 1:2      | 5:2       |
| AC Perugia      | 1:0            | 2:3           | 1:1        | 1:2       | 2:2      | 3:3            | 0:2           | 0:1    | 2:2            |            | 4:2        | 1:1       | 1:1       | 0:0            | 2:2      | 3:3 | 2:2      | 1:0       |
| FC Bologna      | 0:1            | 0:2           | 0:2        | 2:1       | 2:2      | 2:0            | 3:1           | 0:4    | 3:0            | 2:2        |            | 1:1       | 2:1       | 2:2            | 3:1      | 0:1 | 1:1      | 3:2       |
| FC Modena       | 0:2            | 1:1           | 1:1        | 1:1       | 2:2      | 0:1            | 0:3           | 0:1    | 1:1            | 1:0        | 2:0        |           | 1:1       | 1:2            | 1:3      | 1:0 | 2:0      | 2:1       |
| FC Empoli       | 3:3            | 2:3           | 0:1        | 2:2       | 1:0      | 2:0            | 0:1           | 0:2    | 1:1            | 1:0        | 2:0        | 0:3       |           | 1:1            | 1:0      | 1:1 | 0:0      | 2:0       |
| Reggina Calcio  | 0:2            | 0:2           | 2:1        | 2:1       | 1:1      | 0:1            | 0:0           | 0:0    | 0:0            | 1:2        | 0:0        | 1:1       | 2:0       |                | 2:1      | 2:2 | 1:3      | 0:0       |
| AC Siena        | 1:3            | 0:1           | 1:2        | 3:0       | 1:2      | 1:0            | 1:2           | 0:0    | 0:1            | 2:1        | 0:0        | 4:0       | 4:0       | 0:0            |          | 0:0 | 2:1      | 3:2       |
| Sampdoria Genua | 1:2            | 2:2           | 0:3        | 1:2       | 1:2      | 1:3            | 1:0           | 0:0    | 2:1            | 3:2        | 3:2        | 1:1       | 2:0       | 2:0            | 2:1      |     | 2:2      | 2:0       |
| US Lecce        | 1:1            | 2:1           | 1:1        | 0:1       | 1:2      | 2:1            | 1:2           | 0:3    | 1:4            | 1:2        | 1:2        | 1:0       | 2:1       | 2:1            | 0:0      | 0:0 |          | 3:1       |
| AC Ancona       | 2:3            | 0:2           | 0:2        | 0:1       | 0:2      | 0:3            | 0:2           | 0:0    | 1:1            | 0:0        | 3:2        | 1:1       | 2:1       | 1:1            | 0:0      | 0:1 | 0:2      |           |

## Relegationsspiele
|            | Gesamt |            | Hinspiel | Rückspiel |
| ---------- | ------ | ---------- | -------- | --------- |
| AC Perugia | 1:2    | AC Florenz | 0:1      | 1:1       |

## Zuschauer
|  | Liga             | Zuschauer  | Spiele | Schnitt |
|  | ---------------- | ---------- | ------ | ------- |
|  | Bundesliga       | 11.442.009 | 306    | 37.392  |
|  | Premier League   | 13.309.056 | 380    | 35.024  |
|  | Primera División | 11.268.077 | 380    | 29.653  |
|  | Serie A          | 7.902.291  | 306    | 25.842  |

| Platz |  | Verein          | Zuschauer | Spiele | Schnitt |
| ----- |  | --------------- | --------- | ------ | ------- |
| 1.    |  | AC Mailand      | 1.079.035 | 17     | 63.473  |
| 2.    |  | Inter Mailand   | 952.883   | 17     | 56.052  |
| 3.    |  | AS Rom          | 838.656   | 17     | 49.333  |
| 4.    |  | Lazio Rom       | 776.855   | 17     | 45.697  |
| 5.    |  | Juventus Turin  | 588.378   | 17     | 34.610  |
| 6.    |  | Sampdoria Genua | 442.419   | 17     | 26.025  |
| 7.    |  | FC Bologna      | 415.000   | 17     | 24.412  |
| 8.    |  | Reggina Calcio  | 360.239   | 17     | 21.191  |
| 9.    |  | AC Parma        | 332.888   | 17     | 19.582  |
| 10.   |  | Udinese Calcio  | 290.000   | 19     | 17.059  |
| 11.   |  | US Lecce        | 276.029   | 17     | 16.237  |
| 12.   |  | Chievo Verona   | 262.506   | 17     | 15.442  |
| 13.   |  | Brescia Calcio  | 260.029   | 17     | 15.296  |
| 14.   |  | FC Modena       | 254.887   | 17     | 14.993  |
| 15.   |  | Ancona Calcio   | 254.887   | 17     | 13.351  |
| 16.   |  | AC Perugia      | 214.000   | 17     | 12.588  |
| 17.   |  | AC Siena        | 192.000   | 17     | 11.294  |
| 18.   |  | FC Empoli       | 139.522   | 17     | 8.207   |
| --.   |  | Insgesamt:      | 7.902.291 | 306    | 25.824  |

## Torschützenliste

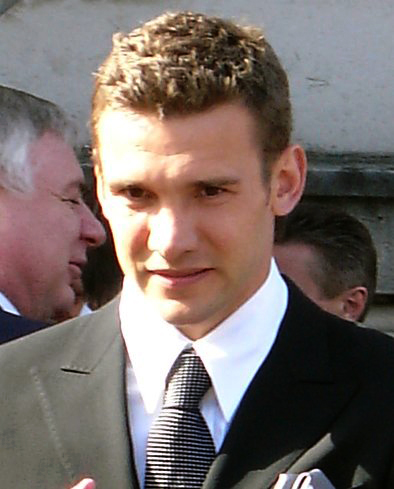
Nach 1999/2000 zum zweiten Mal Torschützenkönig der Serie A

Torschützenkönig der Saison 2003/04 wurde, wie in der Spielzeit 1999/2000, der Ukrainer Andrij Schewtschenko vom Titelträger AC Mailand. Dahinter folgte ein „Newcomer“, der 21-jährige Alberto Gilardino, welcher den AC Parma mit seinen 23 Treffern in den UEFA-Pokal schoss. Er bildete zusammen mit Adriano, der während der Saison von Inter Mailand verpflichtet wurde, das torgefährlichste Sturmduo mit insgesamt 40 Treffern. Das Duo Shevchenko/Tomasson schaffte es zusammen auf 36 Saisontore. Filippo Inzaghi, der in der letzten Saison Milan mit seinen Toren den Champions League Triumph sicherte, kam wegen einer anhaltenden Knieverletzung auf lediglich 14 Einsätze, bei denen er drei Tore erzielte. Der Torschützenkönig der vergangenen Saison Christian Vieri konnte das hohe Niveau des Vorjahres nicht halten und brachte es auf 13 Saisontore. Roberto Baggio und Andrea Caracciolo sicherten mit ihren jeweils 12 Saisontoren Brescia Calcio den vorzeitigen Klassenerhalt.
| Pl. | Spieler              | Verein                 | Tore |
| --- | -------------------- | ---------------------- | ---- |
| 1   | Andrij Schewtschenko | AC Mailand             | 24   |
| 2   | Alberto Gilardino    | AC Parma               | 23   |
| 3   | Francesco Totti      | AS Rom                 | 20   |
| 4   | Ernesto Chevantón    | US Lecce               | 19   |
| 5   | Adriano              | AC Parma/Inter Mailand | 17   |
| 6   | David Trezeguet      | Juventus Turin         | 16   |
| 7   | Fabio Bazzani        | Sampdoria Genua        | 13   |
| 7   | Christian Vieri      | Inter Mailand          | 13   |
| 9   | Roberto Baggio       | Brescia Calcio         | 12   |
| 9   | Andrea Caracciolo    | Brescia Calcio         | 12   |
| 9   | Dino Fava            | Udinese Calcio         | 12   |
| 9   | Jon Dahl Tomasson    | AC Mailand             | 12   |

## Trainerentlassungen/-wechsel

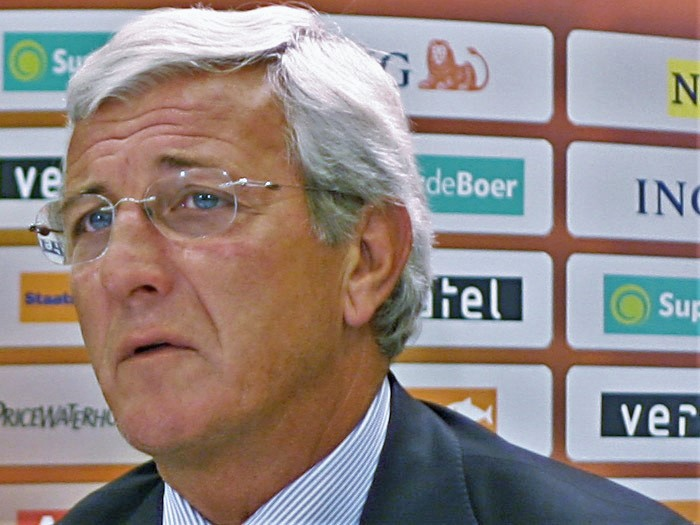
Marcello Lippi verließ Juventus Turin nach der verpassten Titelverteidigung und wurde italienischer Nationaltrainer

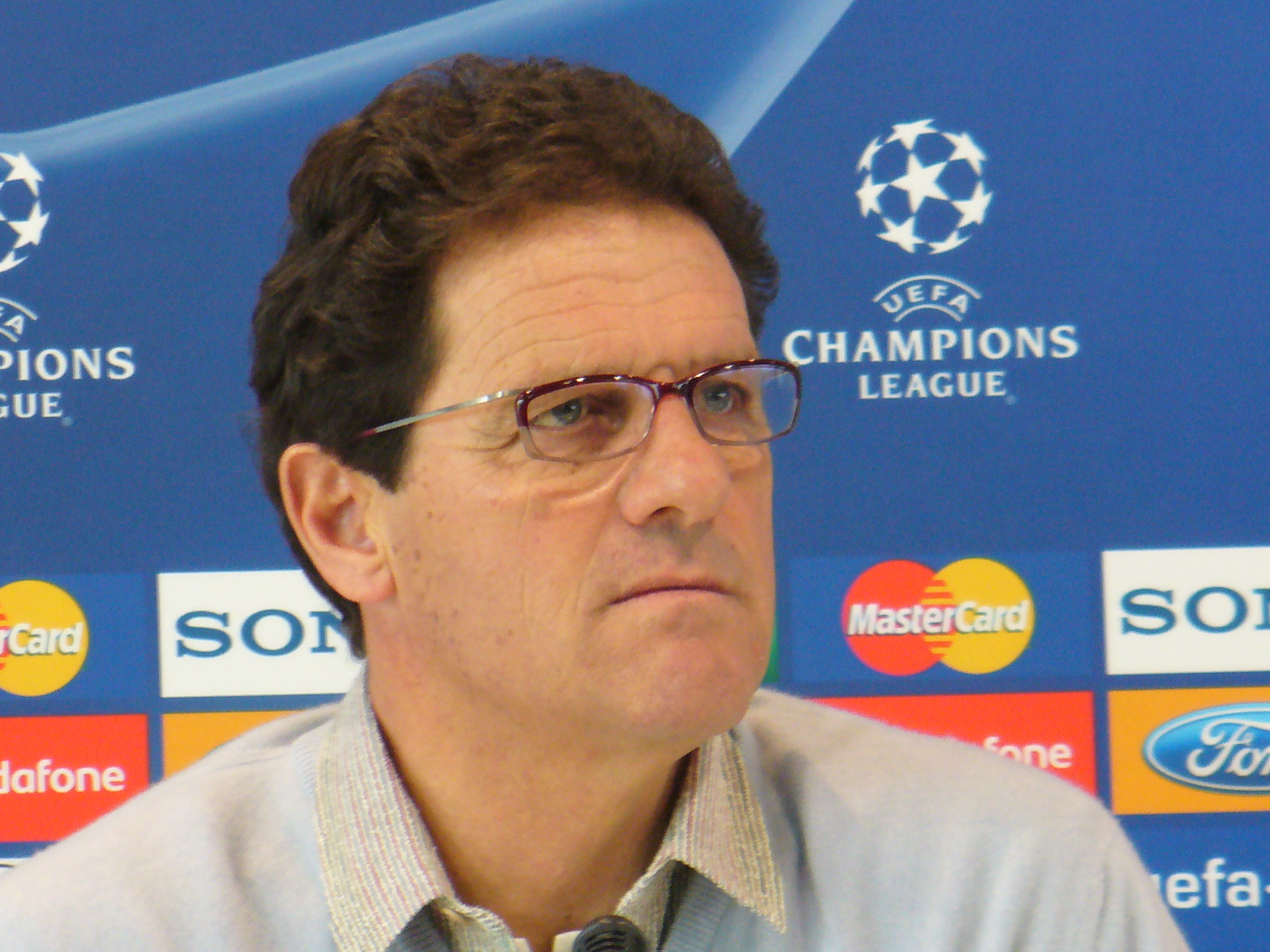
Fabio Capello verließ die AS Rom und wurde Nachfolger von Marcello Lippi bei Juve

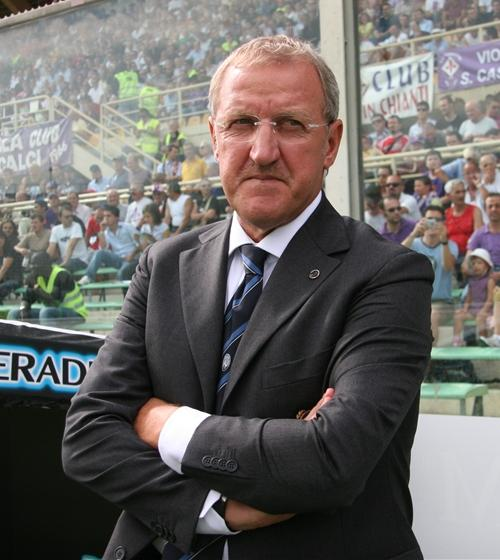
Luigi Del Nieri verließ Chievo Verona und trat die Nachfolge von José Mourniho beim Champions-League-Sieger FC Porto an

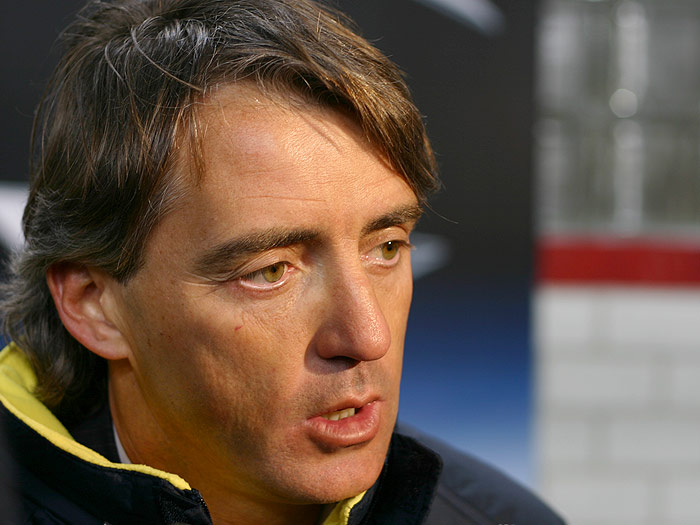
Roberto Mancini löste seinen Vertrag bei Lazio auf und wurde zur neuen Saison Trainer bei Inter Mailand

Nach dem verlorenen Mailänder Stadtderby (1:3) am fünften Spieltag wurde Héctor Cúper als Verantwortlicher bei Inter Mailand entlassen. Sein Nachfolger wurde Alberto Zaccheroni, der mit Milan 1999 den Titel gewann. Zaccheroni schaffte es nach gutem Einstand und zwischenzeitlichen Fall aus den Europapokalplätzen, in einem Endspiel um die Qualifikation zur UEFA Champions League, noch zu erreichen. Allerdings war er nur befugt ein kurzes Intermezzo zu geben und musste Roberto Mancini zur neuen Saison Platz machen. Beim gescheiterten Ex-Meister Juventus Turin trat Trainer Marcello Lippi nach drei Jahren zurück und beerbte Giovanni Trapattoni, der nach der Fußball-Europameisterschaft 2004 in Portugal einen Schlussstrich nach dem Vorrundenaus zog. Lippis Nachfolger bei Juve wurde Fabio Capello, der im Meisterschaftsrennen mit der AS Rom gegen den AC Mailand unterlegen war.
14 von 18 Mannschaften wechselten während oder kurz nach Saisonende ihr Traingespann aus. Bei den Aufsteigern AC Siena und US Lecce musste man trotz Klassenerhalt für die neue Spielzeit einen neuen Übungsleiter suchen. Chievo Verona verlor seinen Trainer Luigi Delneri an den Champions-League-Sieger FC Porto. Delneri führte das Team 2001 in die Serie A und sicherte sich zweimal die Europapokalteilnahme. Die AC Parma entließ nach der verpassten Qualifikation für die Champions League und der drohenden Insolvenz Trainer Cesare Prandelli.
| Trainer             |  | Verein         | Nachfolger          | Entlassung/Rücktritt |
| ------------------- |  | -------------- | ------------------- | -------------------- |
| Leonardo Menichini  |  | Ancona Calcio  | Nedo Sonetti        |                      |
| Nedo Sonetti        |  | Ancona Calcio  | Giovanni Galeone    |                      |
| Daniele Baldini     |  | FC Empoli      | Attilio Perotti     |                      |
| Alberto Malesani    |  | FC Modena      | Gianfranco Bellotto |                      |
| Franco Colomba      |  | Reggina Calcio | Giancarlo Camolese  |                      |
| Héctor Cúper        |  | Inter Mailand  | Alberto Zaccheroni  | 4. Spieltag          |
| Alberto Zaccheroni  |  | Inter Mailand  | Saisonende          | 34. Spieltag         |
| Serse Cosmi         |  | AC Perugia     | Saisonende          | 34. Spieltag         |
| Giuseppe Papadopulo |  | AC Siena       | Saisonende          | 34. Spieltag         |
| Cesare Prandelli    |  | AC Parma       | Saisonende          | 34. Spieltag         |
| Luigi Delneri       |  | Chievo Verona  | Saisonende          | 34. Spieltag         |
| Delio Rossi         |  | US Lecce       | Saisonende          | 34. Spieltag         |
| Roberto Mancini     |  | Lazio Rom      | Saisonende          | 34. Spieltag         |
| Fabio Capello       |  | AS Rom         | Saisonende          | 34. Spieltag         |
| Marcello Lippi      |  | Juventus Turin | Saisonende          | 34. Spieltag         |

## Meistermannschaft
(in Klammern sind die Spiele und Tore angegeben)
| AC Mailand | |
| AC Mailand | - Tor: Dida (32/-); Christian Abbiati (2/-) - Abwehr: Paolo Maldini (30/-); Cafu (28/1); Alessandro Nesta (26/-); Alessandro Costacurta (22/-); Giuseppe Pancaro (21/1); Serginho (20/-); Martin Laursen (10/-); Dario Šimić (10/-); Kacha Kaladse (6/-) - Mittelfeld: Gennaro Gattuso (33/1); Andrea Pirlo (32/6); Kaká (30/10); Clarence Seedorf (29/3); Rui Costa (27/3); Massimo Ambrosini (20/1); Cristian Brocchi (11/-); Fernando Redondo (8/-) - Sturm: Andrij Schewtschenko (32/24); Jon Dahl Tomasson (26/12); Filippo Inzaghi (14/3); Marco Borriello (4/-); - Trainer: Carlo Ancelotti |